# Microhoria monodi
Microhoria monodi es una especie de coleóptero de la familia Anthicidae.

## Distribución geográfica
Habita en Irán.